# Bílina (hradiště)
Bílina je raně středověké hradiště nad východním okrajem stejnojmenného města v okrese Teplice. Nachází se v nadmořské výšce asi 250 m na protáhlé ostrožně obtékané Lukovským potokem a Syčivkou. Od roku 1964 je chráněno jako kulturní památka.

## Historie
Hradiště vzniklo v poslední třetině desátého století, kdy bylo centrem bílinské provincie přemyslovského státu. V roce 1040 byl jeho správcem Prkoš. Kníže Břetislav I. jej pověřil obranou severozápadu země před vojskem německého krále Jindřicha III., které vedl míšeňský markrabě Ekkehard II. Tomu se pravděpodobně v důsledku Prkošovy zrady podařilo proniknout hluboko do vnitrozemí. Po uklidnění válečných akcí kníže potrestal Prkoše utětím končetin a utopením v Bílině.
Dalším známým správcem byl Mstiš, který na hradišti nechal poblíž svého dvorce postavit kostel svatého Petra. Vysvěcení kostela se zúčastnil také kníže Vratislav II., který nechal Mstiše vystřídat Kojatou Hrabišicem. Z téhož rodu pocházeli také další známí správci: Sezema (jmenovaný roku 1177), Boguta (1178) a Slavko (1207). Posledním správcem byl Jaroš připomínaný v roce 1222. V první polovině třináctého století hradiště ztrácelo svůj význam a bylo opuštěno. V roce 1237 Bílinu získal jako dědičné léno Ojíř z Frýdberka († 1253), který pravděpodobně založil zdejší hrad.

## Stavební podoba
Rozloha hradiště dosahuje 7,25 ha. Předhradí na východní straně chránila hradba rozvezená v devatenáctém století. Podobně zanikl val na západním konci ostrožny. Nejvýraznější stopou po hradišti je vnitřní val, který je pozůstatkem mohutné hradby. V jejím čele stála kamenná zeď široká 1,4 m, na kterou se napojovala dřevohlinitá roštová konstrukce s komorami. Celková šířka dosahovala osmi metrů. Zadní část byla později nahrazena hlinitým násypem s vnitřní roštovou konstrukcí, který hradbu rozšířil až na 14 m. Ve dvanáctém století byla hradba rozšířena ještě jednou. Vnitřní stranu zajistila opuková zeď, ke které se připojila stupňovitá konstrukce vyplněná hlínou. Také prostor mezi oběma zdmi byl rozdělen do komor vyplněných kameny a hlínou. Šířka poslední stavební fáze hradby byla až 19 m. Před hradbou se nacházely ještě dva příkopy.
Archeologickým výzkumem byla ve vnitřním hradu odkryta část pohřebiště o velikosti asi 40 × 40 m odděleného symbolickým příkopem. Prozkoumáno bylo 192 hrobů, ale jejich celkový počet se odhaduje až na osm set. Písemně doložený Mstišův dvorec a kostel však nalezeny nebyly.